# Іркліївська сільська рада
Ірклі́ївська сільська́ ра́да — адміністративно-територіальна одиниця та орган місцевого самоврядування в Чорнобаївському районі Черкаської області. Адміністративний центр — село Іркліїв.

## Загальні відомості
- Населення ради: 4 417 осіб (станом на 2001 рік)

## Населені пункти
Сільській раді були підпорядковані населені пункти:
- с. Іркліїв
- с. Загородище
- с. Скородистик
- с. Червоногірка

## Склад ради
Рада складалася з 26 депутатів та голови.
- Голова ради: Поїздник Іван Михайлович
- Секретар ради: Демуз Раїса Іванівна

### Керівний склад попередніх скликань
| Прізвище, ім'я, по батькові | Основні відомості                                                  | Дата обрання | Дата звільнення |
| --------------------------- | ------------------------------------------------------------------ | ------------ | --------------- |
| Бокова Надія Захарівна      | Сільський голова, 1957 року народження, освіта вища, позапартійна  | 26.03.2006   | 31.10.2016      |
| Поїздник Іван Михайлович    | Сільський голова, 1959 року народження, освіта вища, позапартійний | 31.10.2016   | align=center    |

Примітка: таблиця складена за даними сайту Верховної Ради України

### Депутати
За результатами місцевих виборів 2010 року депутатами ради стали:

#### За суб'єктами висування
| Суб'єкт висування    | Кількість обраних депутатів | % |
| -------------------- | --------------------------- | - |
| Самовисування        | 19                          |   |
| УДАР Віталія Кличка" | 3                           |   |

#### За округами
| № округу                  | Прізвище, ім'я, по батькові     | Дата визнання обраним | Освіта             | Партійна приналежність | Відомості про обраного депутата                         |
| ------------------------- | ------------------------------- | --------------------- | ------------------ | ---------------------- | ------------------------------------------------------- |
| 3                         | Шепель Володимир Федорович      | 01.11.2010            | вища               | пенсіонер              |                                                         |
| 4                         | Калюжний Ніна Іванівна          | 01.11.2010            | вища               | приватний підприємець  |                                                         |
| 6                         | Сердюк Олександр Миколайович    | 01.11.2010            | середня спеціальна | пенсіонер              |                                                         |
| 7                         | Семикоз Анатолій Григорович     | 01.11.2010            | середня спеціальна |                        | ДП"Іркліївський розплідник рослиноїдних риб",           |
| 10                        | Данилевська Надія Іванівна      | 01.11.2010            | вища               | член Партії регіонів   | Іркліївська районна лікарня, гол.бухгалтер              |
| 11                        | Кут Тетяна Володимирівна        | 01.11.2010            | вища               | член Партії регіонів   | Іркліївська районна лікарня, лікар-терапевт             |
| 12                        | Олійник Ольга Іванівна          | 01.11.2010            | вища               | член Партії регіонів   | Іркліївська сільська рада, спеціаліст                   |
| 13                        | Козаченко Тамара Мефодіївна     | 01.11.2010            | вища               | член Партії регіонів   | хлібокомбінат Чорнобаївського райст, директор           |
| 14                        | Демуз Раїса Іванівна            | 01.11.2010            | вища               | член Партії регіонів   | Іркліївська сільська рада, секретар                     |
| 15                        | Фролова Людмила Миколаївна      | 01.11.2010            | вища               | член Партії регіонів   | дитсадок «Веселка», завідувачка                         |
| 16                        | Поділа Олена Михайлівна         | 01.11.2010            | вища               | член Партії регіонів   | хлібокомбінат Чорнобаївського райст, технічний керівник |
| 18                        | Киреєва Ольга Іванівна          | 01.11.2010            | вища               | член Партії регіонів   | пенсіонер                                               |
| 19                        | Месевра Віталій Васильович      | 01.11.2010            | вища               | член Партії регіонів   | ТОВ «М'ясорибторг», директор                            |
| 20                        | Бабенко Валентина Іванівна      | 01.11.2010            | вища               | член Партії регіонів   | АТЗТ «Прогрес», гол.бухгалтер                           |
| 21                        | Живогляд Галина Віталіївна      | 01.11.2010            | вища               | член Партії регіонів   | Жовтневий психоневрологічний інтернат, комірник         |
| 22                        | Білаш Віра Григорівна           | 01.11.2010            | середня            | член Партії регіонів   | Жовтневий психоневрологічний інтернат, працівник кухні  |
| 24                        | Подолянець Тетяна Григорівна    | 01.11.2010            | середня            | член Партії регіонів   | Чорнобаївське райст, продавець                          |
| 25                        | Шаган Валентина Іванівна        | 01.11.2010            | вища               | член Партії регіонів   | приватний підприємець                                   |
| 26                        | Мигаль Алла Анатоліївна         | 01.11.2010            | вища               | член Партії регіонів   | Іркліївська сільська рада, рахівник-касир               |
| Українська Народна Партія |                                 |                       |                    |                        |                                                         |
| 1                         | Черепанська Любов Володимирівна | 01.11.2010            | вища               | позапартійна           | Скородистицька загальноосвітня школа І-ІІ ст., вчитель  |
| 5                         | Сутула Валентина Михайлівна     | 01.11.2010            | середня            | позапартійна           | СКВ"Міжгіір’", зав.дитсадком                            |
| 17                        | Курятник Геннадій Миколайович   | 01.11.2010            | середня            | позапартійний          | приватний підприємець                                   |
| Самовисування             |                                 |                       |                    |                        |                                                         |
| 2                         | Юхно Сергій Миколайович         | 01.11.2010            | вища               | позапартійний          | Іркліївський ПАЛ, ст.майстер                            |
| 8                         | Ковтун Сергій Михайлович        | 01.11.2010            | вища               | позапартійний          | Скородистицький сільський клуб, завідувач               |
| 9                         | Бережко Володимир Володимирович | 01.11.2010            | вища               | позапартійний          | приватний підприємець                                   |
| 22                        | Подолянець Тетяна Григорівна    | 01.11.2010            | середня спеціальна | позапартійний          |                                                         |